# لاگو ویستا، شهرستان استار، تگزاس
لاگو ویستا (به انگلیسی: Lago Vista) یک منطقهٔ مسکونی در ایالات متحده آمریکا است که در تگزاس واقع شده‌است. لاگو ویستا ۱۱۵ نفر جمعیت دارد.